# Astropecten triseriatus
Astropecten triseriatus is een kamster uit de familie Astropectinidae.
De wetenschappelijke naam van de soort werd in 1843 gepubliceerd door Johannes Peter Müller & Franz Hermann Troschel.